# Ouverture Comique
Ouverture Comique ist eine Komposition von Johann Strauss Sohn (ohne Opus-Nummer). Sie wurde wahrscheinlich 1845 in Wien erstmals aufgeführt.